# Sevda Ibrahimova
Sevda Ibrahimova (en azéri : Sevda Mirzə qızı İbrahimova ; née le 28 novembre 1939 à Bakou et morte le 17 juillet 2022 à Bakou) est une compositrice azerbaïdjanaise, Artiste du peuple de la République d'Azerbaïdjan (2005), professeur (1994).

## Biographie
Sevda Mirza gizi Ibrahimova est diplômé des facultés de piano en 1962(classe du professeur M.R. Brenner) et de composition en 1964 (classe de G. Garayev) du Conservatoire d'État d'Azerbaïdjan.Elle est la petite-fille du joueur de thar Gurban Primov.
Elle est la fille du célèbre écrivain et dramaturge Mirza Ibrahimov.

## Compositions
S.Ibrahimova est l'auteur de deux opéras, de cinq concerts pour piano, de concerts d'orgue, de cordes et d'orchestre, de cantates, de compositions instrumentales et vocales de chambre, de nombreuses séries pour piano solo, d'œuvres de divers genres pour enfants, de musique de films et de pièces de théâtre.
Les contes de ma grand-mère (opéra) (1982) - basé sur une ancienne épopée indienne, livret de Hikmet Ziya
Il était une fois (opéra)

## Œuvres vocales
Cantate Martyrs de la patrie pour solistes et orchestre mixte (1990) - sur des paroles de Mirvarid Dilbazi et M. Ibrahimov
série vocale J'aime pour voix et piano (1997) - sur les paroles de H. Ziya
Série vocale Abedi Yurdum (1999) - sur les paroles de Bakhtiyar Vahabzadeh, Samed Vurgun, Mammad Araz, H. Billuri, N. Hasanzade
Elle compose des chansons et des romences (1990 - 2001) sur les paroles des poètes Nizami, Chahriyar, S. Vurgun, B. Vahabzadeh, M. Araz, H. Ziya, R. Zaka, M. Dilbazi, H. Bulluri et d'autres.